# Goleszyn
Goleszyn – wieś w Polsce położona w województwie mazowieckim, w powiecie sierpeckim, w gminie Sierpc. Ma status sołectwa.
| SIMC    | Nazwa      | Rodzaj    |
| ------- | ---------- | --------- |
| 0574793 | Goleszynek | część wsi |

Prywatna wieś szlachecka Goleszyno położona była w drugiej połowie XVI wieku w powiecie sierpeckim województwa płockiego. W okresie międzywojennym Goleszyn leżał w powiecie sierpeckim w województwie warszawskim. 
13 czerwca 1944 r. doszło we wsi do potyczki partyzantów Armii Ludowej z oddziału "Waśki" z żandarmerią niemiecką. Zginęło 3 partyzantów (ku ich pamięci w ścianę szkoły podstawowej wmurowano po wojnie tablicę pamiątkową). 
Po wojnie wieś znalazła się w gminie Białyszewo, a siedzibą był Goleszyn. Po roku 1957 wraz z nowym podziałem administracyjnym zniesiono gminę, w miejscowość stała się siedzibą gromady Goleszyn. Po kolejnej reformie administracyjnej w 1975 roku miejscowość administracyjnie należała do województwa płockiego.
We wsi znajduje się parafia pw. św. Mateusza.